# Thelypodiopsis incisa
Thelypodiopsis incisa är en korsblommig växtart som beskrevs av Reed Clark Rollins. Thelypodiopsis incisa ingår i släktet Thelypodiopsis och familjen korsblommiga växter. Inga underarter finns listade i Catalogue of Life.